# Maurice Louis Monnot
Pour les articles homonymes, voir Monnot.
Maurice Louis Monnot, né le 22 octobre 1869 à Paris et mort le 4 novembre 1937 à Gournay-sur-Marne, est un peintre français.

## Biographie
Élève de Joseph Bail, Maurice Louis Monnot expose au Salon des artistes français à partir de 1906 et au Salon des indépendants dès 1913.
Peintre de natures mortes et de scènes d'intérieurs rustiques, il est célèbre pour ses effets de cuivre qui lui vaudront d'obtenir de nombreux prix à Paris et en province.

## Distinctions
- Officier de l'Instruction publique
- Chevalier de l'ordre du Mérite agricole

## Œuvres dans les collections publiques
- Troyes, musée des beaux-arts : La Passoire, 1912[2].